# Nørre Broby Sogn
Nørre Broby Sogn er et sogn i Fåborg Provsti (Fyens Stift).
I 1800-tallet var Nørre Broby Sogn et selvstændigt pastorat. Det hørte til Sallinge Herred i Svendborg Amt. Nørre Broby sognekommune blev ved kommunalreformen i 1970 indlemmet i Broby Kommune, der ved strukturreformen i 2007 indgik i Faaborg-Midtfyn Kommune.
I Nørre Broby Sogn ligger Nørre Broby Kirke.
I sognet findes følgende autoriserede stednavne:
- Abildskov (bebyggelse)
- Amerikanergårde (bebyggelse)
- Holbråd (bebyggelse)
- Lundegård (ejerlav, landbrugsejendom)
- Nørre Broby (bebyggelse, ejerlav)
- Præstemarken (bebyggelse)
- Præsteskov (areal, bebyggelse)
- Skovjorden (bebyggelse)
- Ståby (bebyggelse, ejerlav)
- Synebjerg (areal)
- Sølung (areal, bebyggelse)
- Vittinge (bebyggelse, ejerlav)
- Vøjstrup (bebyggelse, ejerlav)